# Marta Colaiocco
Marta Colaiocco (Atri, 24 febbraio 1984) è un'ex pallanuotista e allenatrice di pallanuoto italiana.

## Palmarès

### Club
- Campionato italiano: 1

Fiorentina: 2006-07
- LEN Champions Cup: 1

Fiorentina: 2006-07
- Coppe LEN: 1

Ortigia: 2004-05
- Supercoppa LEN: 1

Fiorentina: 2007

### Nazionale
- Argento nella World league: 1

Italia: Tianjin 2011